# Награда Сатурн за најбољу сценографију
Награда Сатурн за најбољу сценографију се први пут додељивала 2009. године, што је чини једном од најмлађих категорија ове награде. Једини сценографи који су је освојили два пута су Рик Картер, Ден Хена и Роберт Стромберг.
Следи списак награђених сценографа:
| Год.     | Сценограф                     | Назив филма                 |
| -------- | ----------------------------- | --------------------------- |
| 2009.    | Рик Картер и Роберт Стромберг | Аватар                      |
| 2010.    | Дарен Гилфорд                 | Трон: Наслеђе               |
| 2011.    | Данте Ферети                  | Иго                         |
| 2012.    | Ден Хена                      | Хобит: Неочекивано путовање |
| 2013.    | Ден Хена                      | Хобит: Шмаугова пустошења   |
| 2014.    | Нејтан Кровли                 | Међузвездани                |
| 2015.    | Томас Сандерс                 | Гримизни врх                |
| 2016.    | Рик Картер и Роберт Стромберг | ВДЏ — Велики доброћудни џин |
| 2017.    | Хана Биклер                   | Црни пантер                 |
| 2018/19. | Чарлс Вуд                     | Осветници: Крај игре        |
| 2019/20. | Барбара Линг                  | Било једном у Холивуду      |
| 2021/22. | Тамара Деверел                | Алеја ноћних мора           |
| 2022/23. | Сара Гринвуд                  | Барби                       |
| 2023/24. | Патрис Вермет                 | Дина: Други део             |